# 内田隆三
内田 隆三（うちだ りゅうぞう、1949年 - ）は、日本の社会学者。東京大学名誉教授。専門は社会理論、現代社会論。

## 経歴
《主な出典：》
大阪府出身。大阪府立高津高等学校卒業、1973年京都大学文学部哲学科卒業、1976年東京大学大学院社会学研究科修士課程修了（社会学修士の学位を取得）、1982年東京大学大学院社会学研究科博士課程単位取得満期退学。見田宗介のゼミナールに所属していた。1983年神戸女学院大学採用、1985年同助教授、1991年同教授を経て、1996年東京大学大学院総合文化研究科（国際社会科学専攻）教授。2015年定年退任。
消費社会、ミシェル・フーコーなど研究対象は多岐にわたる。2014年、『ロジャー・アクロイドはなぜ殺される?』で第14回本格ミステリ大賞（評論・研究部門）を受賞。

## 著書

### 単著
- 『消費社会と権力』（岩波書店 1987年）
- 『ミシェル・フーコー――主体の系譜学』（講談社現代新書 1990年／増補改訂、講談社学術文庫 2020年）
- 『柳田国男と事件の記録』（講談社選書メチエ 1995年）
- 『さまざまな貧と富』（岩波書店 1996年）
- 『テレビCMを読み解く』（講談社現代新書 1997年）
- 『探偵小説の社会学』（岩波書店 2001年／岩波人文書セレクション 2011年）
- 『国土論』（筑摩書房 2002年）
- 『社会学を学ぶ』（ちくま新書 2005年）
- 『ベースボールの夢――アメリカ人は何をはじめたのか』（岩波新書 2007年）
- 『ロジャー・アクロイドはなぜ殺される――言語と運命の社会学』（岩波書店 2013年）
- 『乱歩と正史――人はなぜ死の夢を見るのか』（講談社選書メチエ 2017年）

### 共著
- （若林幹夫・三浦展・山田昌弘・小田光雄）『「郊外」と現代社会』（青弓社, 2000年）

### 編著
- 『情報社会の文化（2）イメージのなかの社会』（東京大学出版会, 1998年）
- 『現代社会と人間への問い――いかにして現在を流動化するのか？』（せりか書房, 2015年）

### 共編著
- （多木浩二）『零の修辞学――歴史の現在』（リブロポート, 1992年）
- （見田宗介・上野千鶴子・佐藤健二・吉見俊哉・大澤真幸）『社会学文献事典』（弘文堂, 1998年）
- （山脇直司・森政稔・米谷匡史）『ネイションの軌跡』（サイエンス社, 2001年）
- （見田宗介・市野川容孝）『「身体」は何を語るのか』（サイエンス社, 2003年）
- （丸山眞人）『「資本」から人間の経済へ』（サイエンス社, 2004年）